# El Caraño Airport
El Caraño Airport är en flygplats i Colombia. Den ligger i den nordvästra delen av landet, 300 km väster om huvudstaden Bogotá. El Caraño Airport ligger 62 meter över havet.
Terrängen runt El Caraño Airport är platt, och sluttar västerut. Runt El Caraño Airport är det ganska glesbefolkat, med 24 invånare per kvadratkilometer. Närmaste större samhälle är Quibdó, 2,2 km väster om El Caraño Airport. I omgivningarna runt El Caraño Airport växer i huvudsak städsegrön lövskog.